# Gymnopleurus imitator
Gymnopleurus imitator là một loài bọ cánh cứng trong họ Bọ hung (Scarabaeidae).